# Piloecium pseudorufescens
Piloecium pseudorufescens là một loài Rêu trong họ Myuriaceae. Loài này được (Hampe) Müll. Hal. mô tả khoa học đầu tiên năm 1908.